# Église Saint-Gervais-et-Saint-Protais de Civaux
 (juillet 2017).
L’église Saint-Gervais-et-Saint-Protais de Civaux, située dans le département de la Vienne est une des plus anciennes de France. Elle est dédiée à saint Gervais et saint Protais, deux frères jumeaux, martyrisés au Ier siècle. Le culte est très répandu dans le Poitou après la découverte des corps de ces deux martyrs en 386 à Milan. Aussi trouve-t-on d’autres églises aux alentours portant le même vocable : L'Isle-Jourdain, Millac, Persac et Nérignac.
L’édifice actuel résulte d’importantes restructurations au fil des siècles, témoignant alors de son ancienneté.

## Historique
La première mention dans un texte date de 862 : l'église est citée dans la Charte de Saint-Hilaire en tant que siège d’une viguerie (« vicaria Exidualensis in pago Pictavo »). Elle appartient alors à l’abbaye de Saint-Cyprien de Poitiers. Une autre source confirme son statut en 902 : "vicaire Exidulensis". Enfin l’église  est citée dans le cartulaire de Saint-Cyprien en 963-964. Plus aucune trace de l’église n’est présente par la suite dans les écrits de Saint-Cyprien. Ce serait alors au milieu du XIIe siècle qu’elle serait devenue un prieuré rattaché à l’abbaye de Lesterps en Charente, rattachement qui perdurera jusqu’à la Révolution française. 

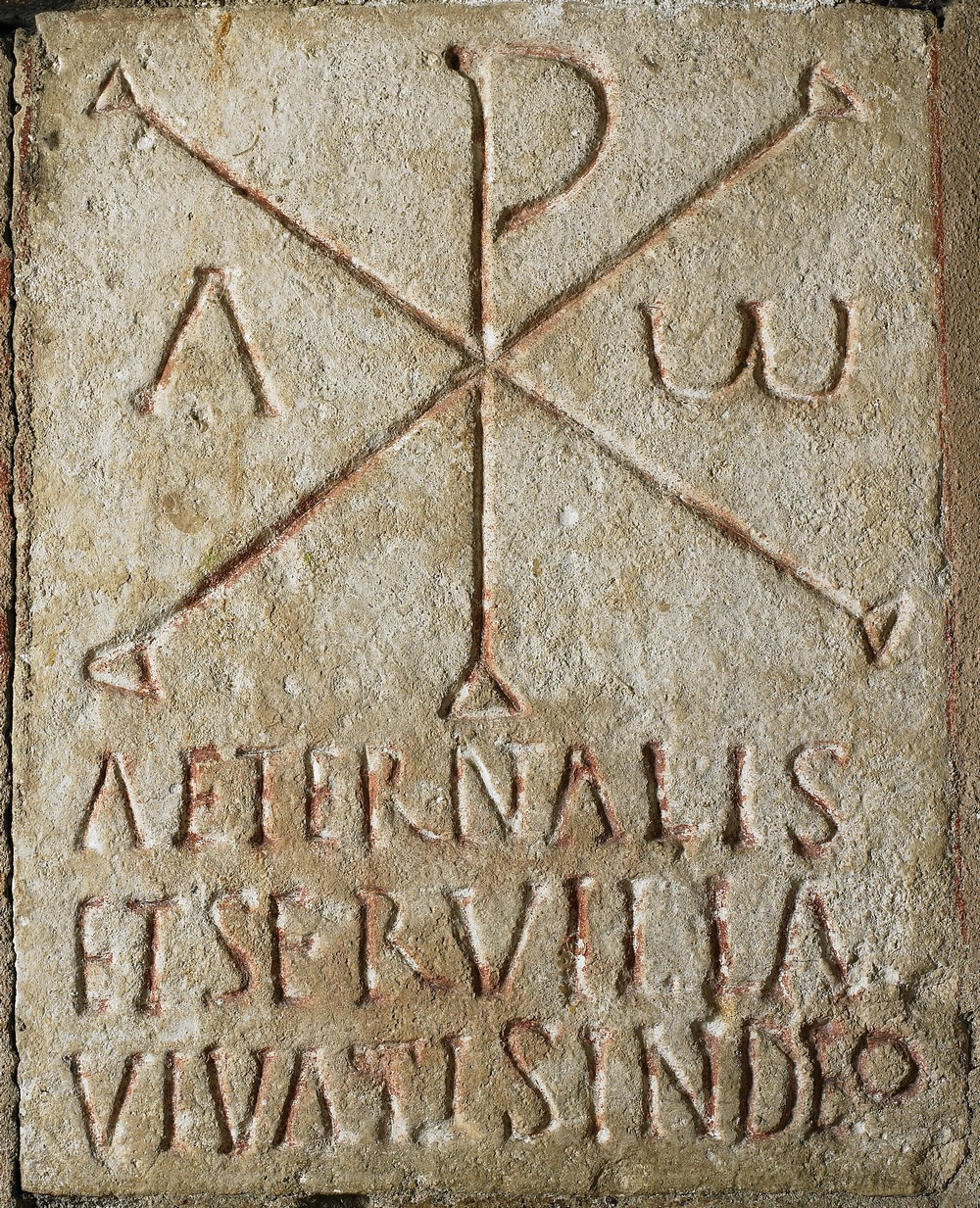
Stèle chrétienne, IVe siècle, Civaux.

Néanmoins, les fouilles archéologiques (2016 et 2017, non encore publiées) ont permis de reconstituer une chronologie beaucoup plus complexe. La base du chœur est datée vers 400 ; il pourrait s'agir d'un mausolée chrétien d'époque romaine d'où la stèle d'Aeternalis et de Servilla, trouvée dans le mur de l'abside et la présence de deux pans de mur de cette époque toujours visibles dans le chœur. Sur cette stèle chrétienne, le chrisme est représenté entouré de l’alpha et de l’oméga, la première et la dernière lettres de l’alphabet grec. En-dessous, l’inscription est en latin : « Aeternalis et Servilla, vivatis in Deo », littéralement, « Eternel et Petite Servante, vivez en Dieu ».
On ne sait rien de la première église, s'agissait-il d'un temple christianisé, situé peut-être sous la nef de l'église actuelle ? 
De l'époque mérovingienne, sont conservés le chevet actuel daté des VI-VIIe siècles et attenant à l'église les vestiges d'une piscine baptismale, le tout construit sur les ruines d'un sanctuaire romain. Les dimensions et le plan de l'église mérovingienne sont inconnus. 
Aux XIe et XIIe siècles, on édifie la nef actuelle, la partie basse du clocher et la partie haute du chevet. Au siècle suivant, la nef est divisée en trois vaisseaux grâce à l’implantation de colonnes ornées de chapiteaux. Les niveaux supérieurs du clocher sont ajoutés.  
Par la suite de nombreuses campagnes de réfection et de restauration sont entreprises :  le presbytère est construit en 1772 et au XIXe siècle , l'abbé Ribouleau embellit l'église avec les peintures toujours visibles dans l'église, ouvre le chevet pour installer un grand vitrail et découvre par la même occasion la stèle d'Aeternalis et Servilla.  
L'église est finalement classée au titre des monuments historiques en 1913.

## Architecture
Le chevet mérovingien est de plan heptagonal. Il est constitué sur les trois quarts de sa hauteur d’un petit appareil cubique mérovingien avec des chaînages d’angles, le reste est constitué de pierres grossièrement taillées de l'époque romane. Un jeu de polychromie, comme le veut la tradition romaine, est visible au niveau des trois fenêtres en plein cintre : les briques rouges et les joints constitués de mortier de tuileau contrastent avec la blancheur du calcaire utilisé. De part et d’autre de la fenêtre centrale est ajoutée une pierre calcaire taillée en losange subdivisée en quatre parties. 
Le clocher est supporté par quatre piliers cruciformes tous édifiés vers l’an Mil. Les deux niveaux supérieurs, ajoutés au début du XIIe siècle, offrent sur chaque face deux baies en plein cintre. Une corniche divise les deux niveaux du clocher supportée par des modillons. Le clocher se termine par une flèche en pierre. 

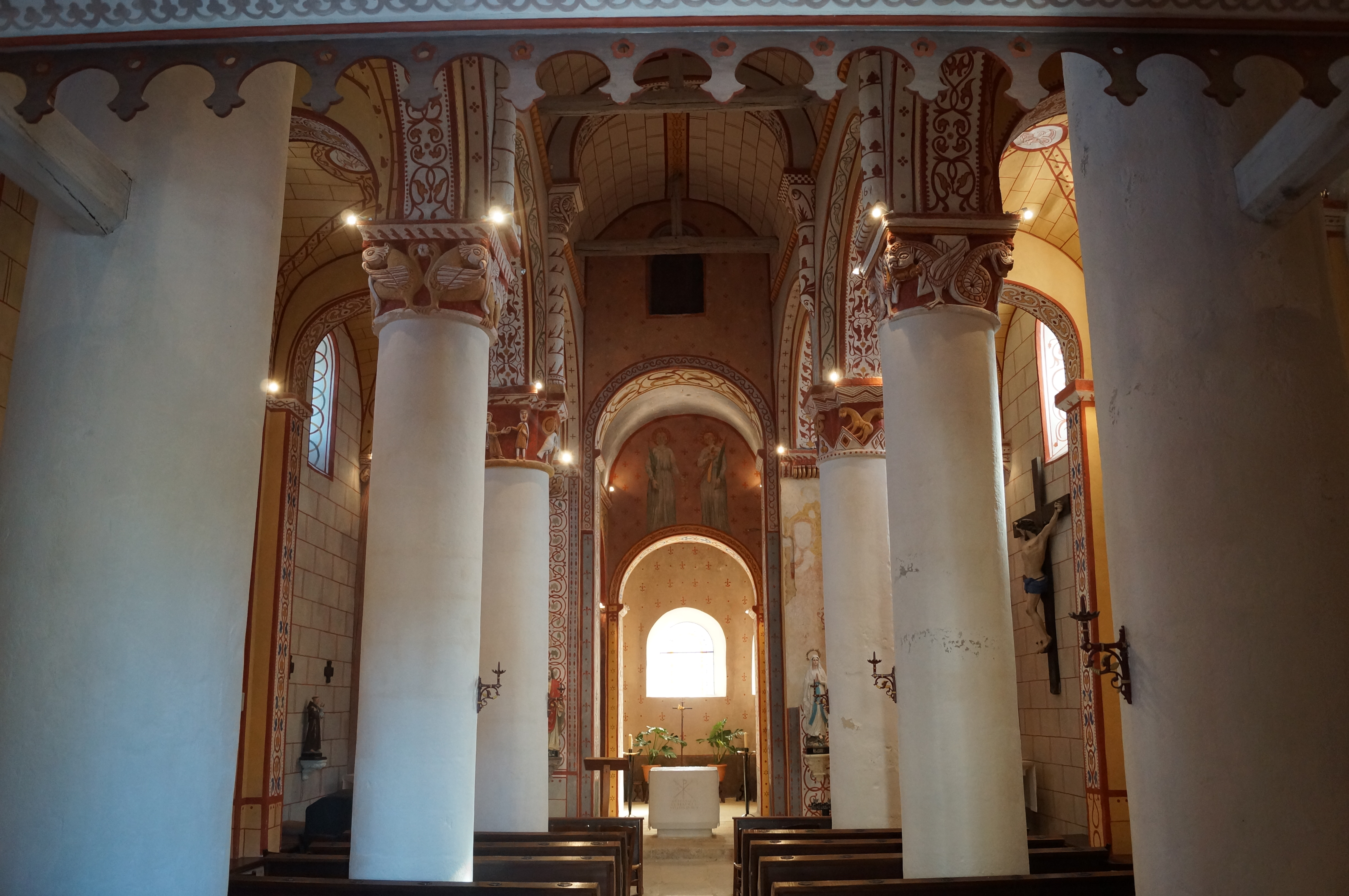
Nef et ses deux colonnades

La nef est construite dès le Xe siècle, ce dont témoigne l’archaïsme d'une fenêtre du mur nord dont l'arc est monolithe (composé d'un seul bloc de pierre). Elle est constituée alors d’un unique vaisseau charpenté. C’est au XIIe siècle que la nef est restructurée, probablement à la suite d'un incendie. Elle est divisée en trois vaisseaux, par deux rangées de trois colonnes surmontées de chapiteaux sculptés. Elle est voutée en berceau dans le vaisseau central, et en arêtes dans les vaisseaux collatéraux. La voûte est alors reconstruite plusieurs fois entre le XVe et le XXe siècle. 

La façade occidentale date de la même époque que la nef, vers le XI-XIIe siècle. D’une grande sobriété, elle supporte simplement une corniche recevant des modillons figurés datés du XIIe siècle. 

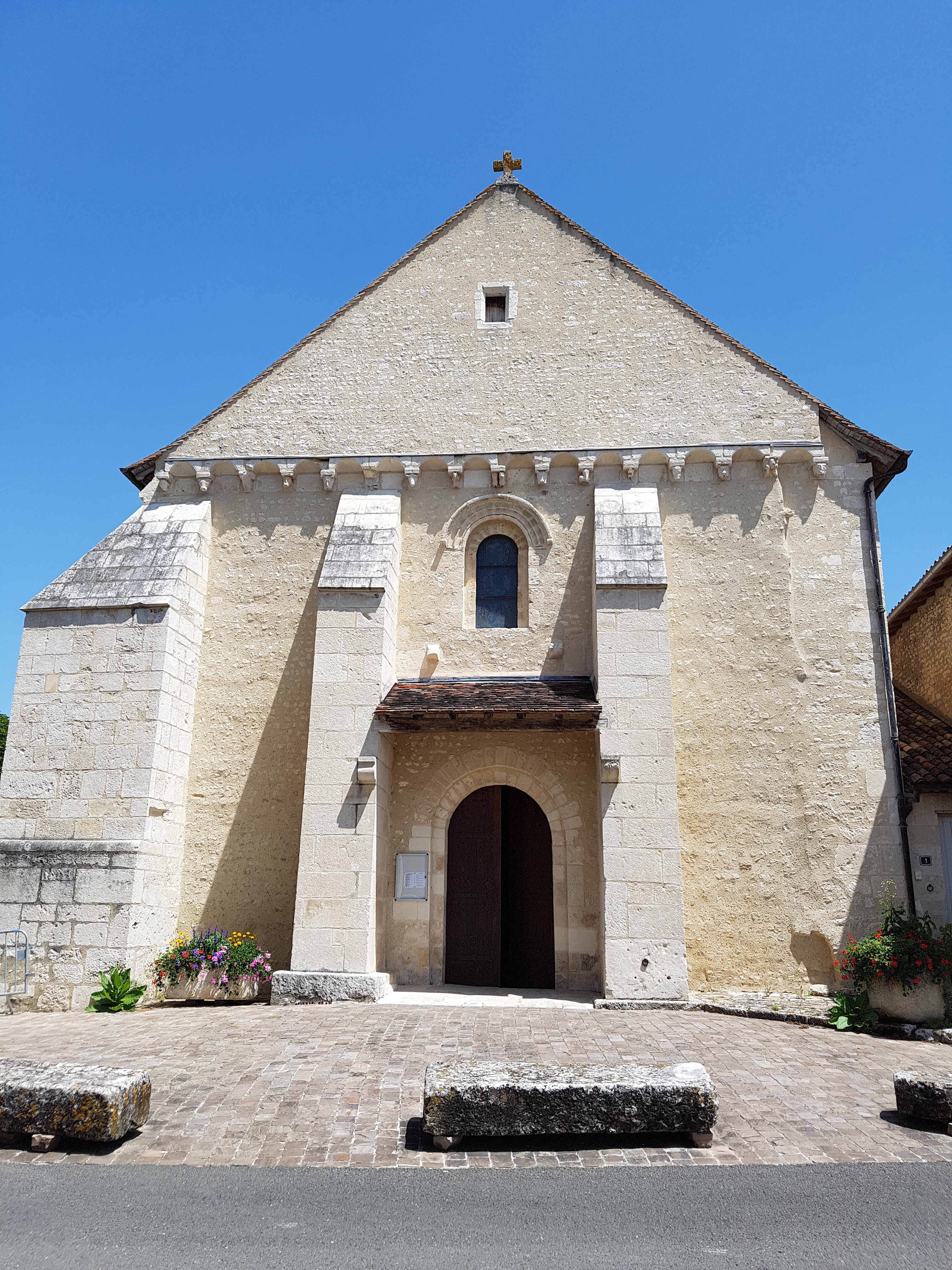
Façade occidentale, XIIe siècle, église de Civaux.
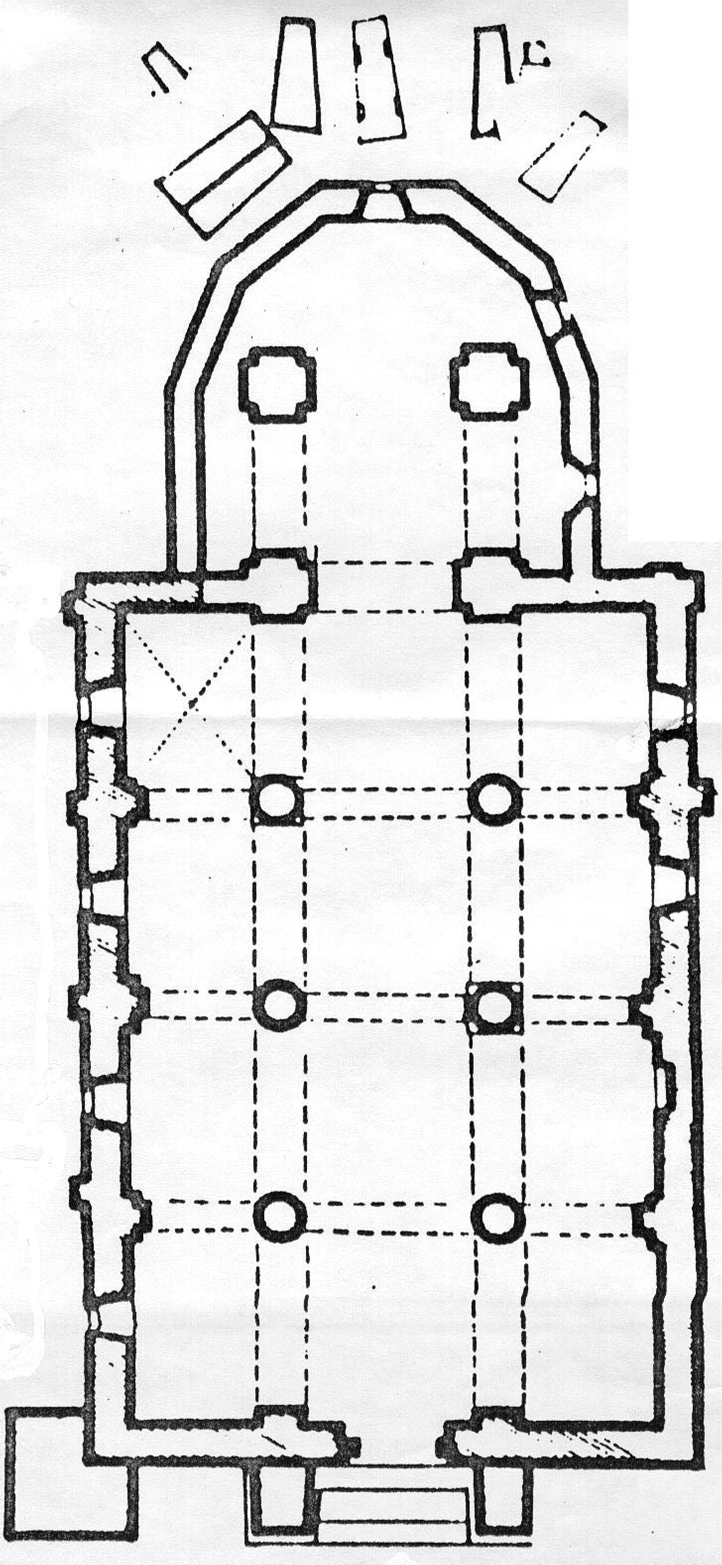
Plan de l'église de Civaux.
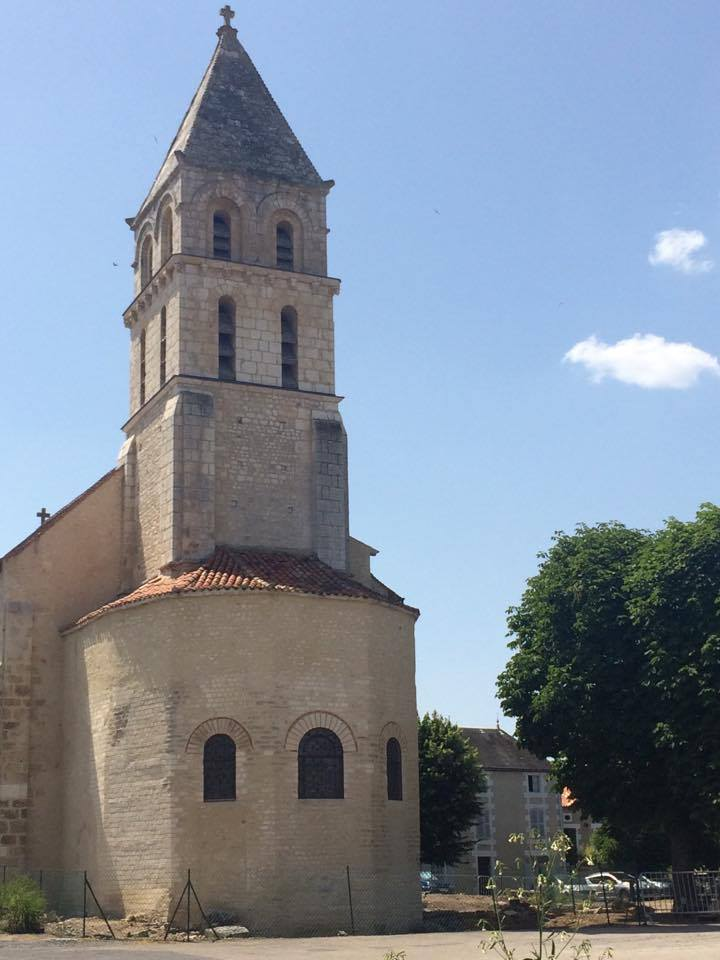
Clocher et chevet, église, Civaux.
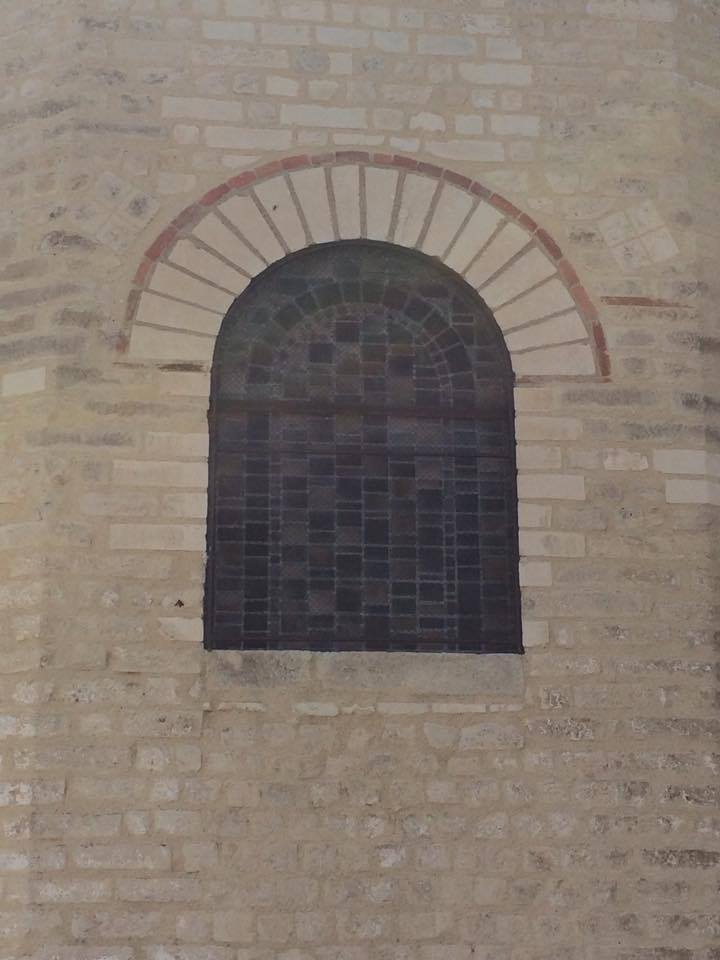
Jeu de polychromie, baie centrale, chevet, église de Civaux.

## Le décor de l’église

### Les modillons

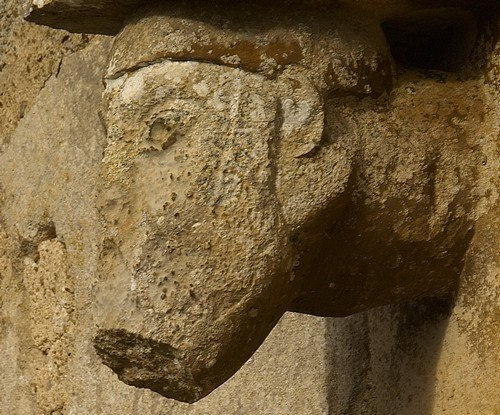
Homme barbu, modillon, façade occidentale, église de Civaux.

Sur la façade occidentale, des modillons figurent des visages humains ou des têtes animales issues de l’imaginaire médiéval. Représentant des bêtes aux symboliques négatives dans l’imaginaire médiéval, ils apparaissent ici sympathiques et domestiqués, bien loin des représentations quelque peu effrayantes connues dans les églises romanes. Deux lions se situent au-dessus du portail de l'église. Par leur place centrale au-dessus de la porte, ils pourraient alors supporter la symbolique de la Vigilance et de la Force. À la gauche de ces lions, un griffon est sculpté. L’iconographie de ces trois reliefs est proche : ils possèdent un même physique, en particulier pour l’arrière-train.  
Un sanglier est représenté avec des traits paisibles et souriants, malgré une connotation négative au Moyen Âge. C’est également le cas pour l’ours. La gueule grande ouverte et la langue pendante, il accueille avec bienveillance le fidèle.  
Sur trois modillons, un loup est sculpté. Sur l’une de ses trois représentations, il tient dans sa gueule un agneau, symbole de la pureté et du Christ. Contrastant avec la bienveillance des autres bêtes sauvages, il est ici l’image du Mal, terrassant le Bien. Un message est alors véhiculé aux fidèles par la sculpture : la tentation du diable et du pêché est incessamment présente. Ce serait alors en entrant dans l’église se confesser et prier que le fidèle pourrait se laver de ses péchés.  
Sur quinze modillons, quatre ont une figure humaine, masculine. Une d’entre elles représente un homme âgé aux cheveux courts. Les traits sont individualisés, ce qui en fait un véritable portrait.  

### Le décor sculpté de l’intérieur
Les décors sculptés de la nef ont été réalisés entre le milieu du XIe siècle et le début du XIIe siècle.

### Les culs-de-lampe
Un cul-de-lampe supporte un décor de huit colonnettes, peut-être dérivé des 7 colonnes du Temple de Jérusalem. Un deuxième représente une tête humaine, celle d'un pécheur, avalée par la bouche d’une créature malfaisante, rappelant peut-être par là le modillon de la façade extérieure où un loup tient dans sa gueule un agneau.

### Les chapiteaux
Les chapiteaux sont datés du début du XIIe siècle. Un décor issu du bestiaire médiéval occupe trois chapiteaux, le thème du péché y est récurrent. Aussi voit-on sur une des faces, un fidèle tenté par des serpents, symbole du mal, lui susurrant à l’oreille, ce qui contraste avec la force, aussi bien morale que physique des lions présents sur ce même chapiteau.  Le thème du péché se retrouve sur une autre face de ce chapiteau où cette fois-ci un dragon dévore un damné. Ces représentations sont à rapprocher de celles d’un chapiteau de l’église Saint-Pierre de Chauvigny.  

Enfin sur l’autre rangée de colonnes se situe un chapiteau exceptionnel avec trois scènes qui se suivent, dispensant un discours moralisateur. Sur une face, un couple se tient la main dans une posture figée : c'est la scène du mariage, rare dans l'art roman. Sur une face adjacente, une nouvelle scène se développe. Une tentation s’offre alors à l’époux, incarné par la figure d'un pêcheur dans une barque : celle de la sirène usant de ses charmes. L'homme succombe à la tentation et plonge dans l'eau rejoindre la sirène : la scène symbolise la chute morale de l'homme devenu pécheur. On a alors la volonté de mettre en garde les fidèles contre la tentation de l’adultère. Sur la dernière face, deux échassiers blancs boivent dans un calice, où le vin présent symbolise le sang du Christ versé sur la croix. La scène de l'eucharistie vient sacraliser l'acte du mariage en opposition à la tentation.  

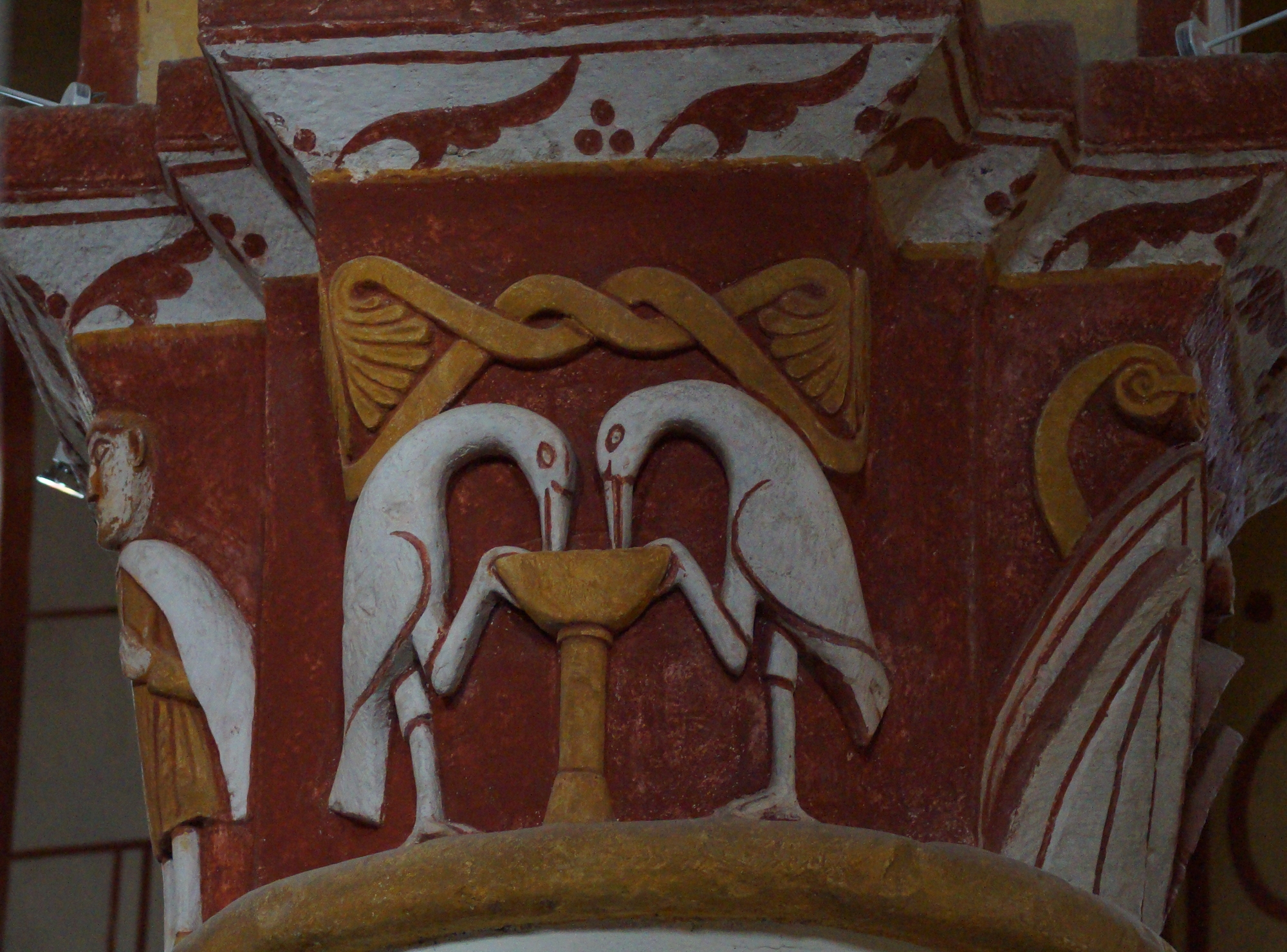
Chapiteau, Eucharistie, XIIe siècle, Civaux
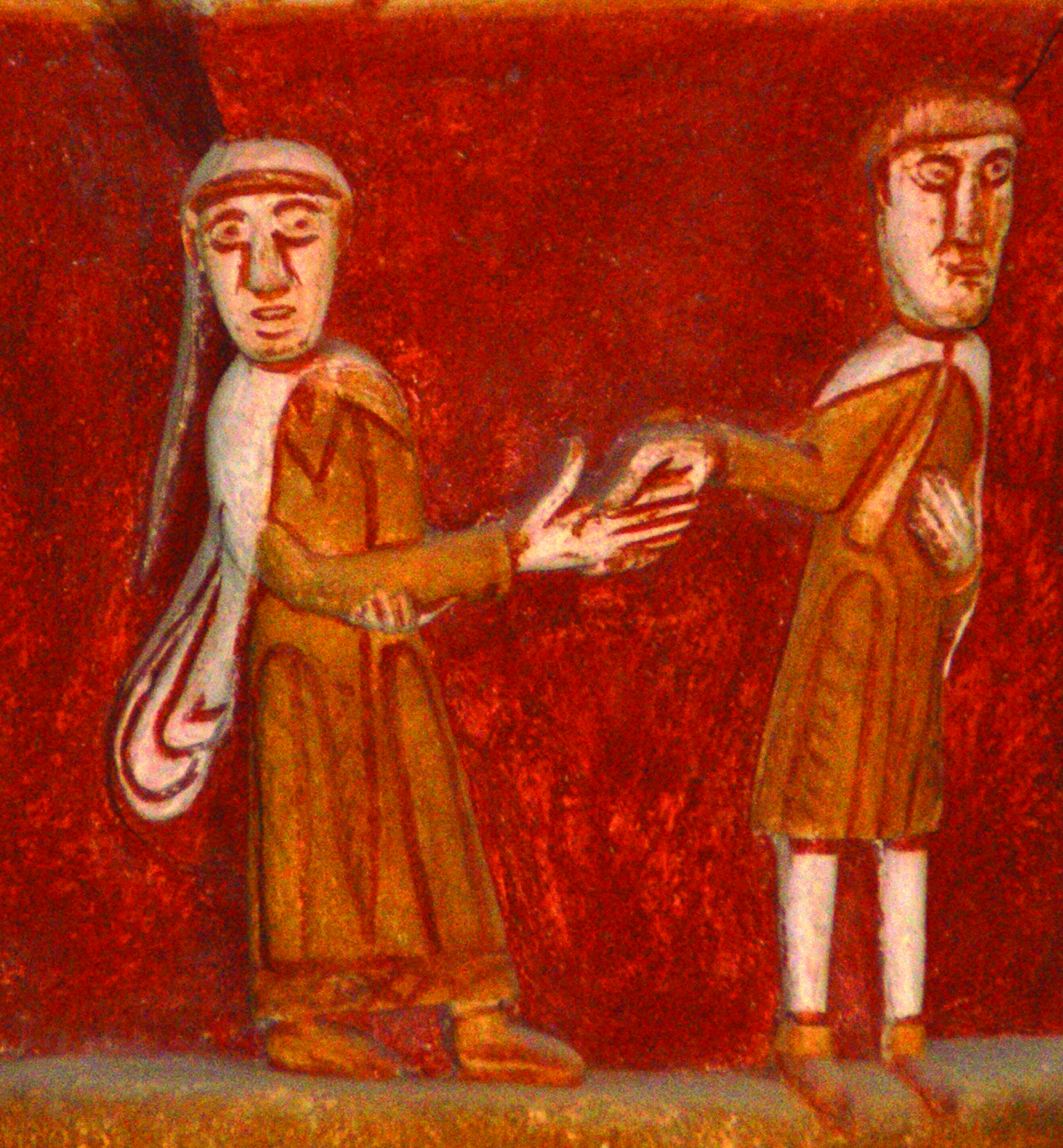
Chapiteau du mariage, début du XIIe siècle, Civaux.
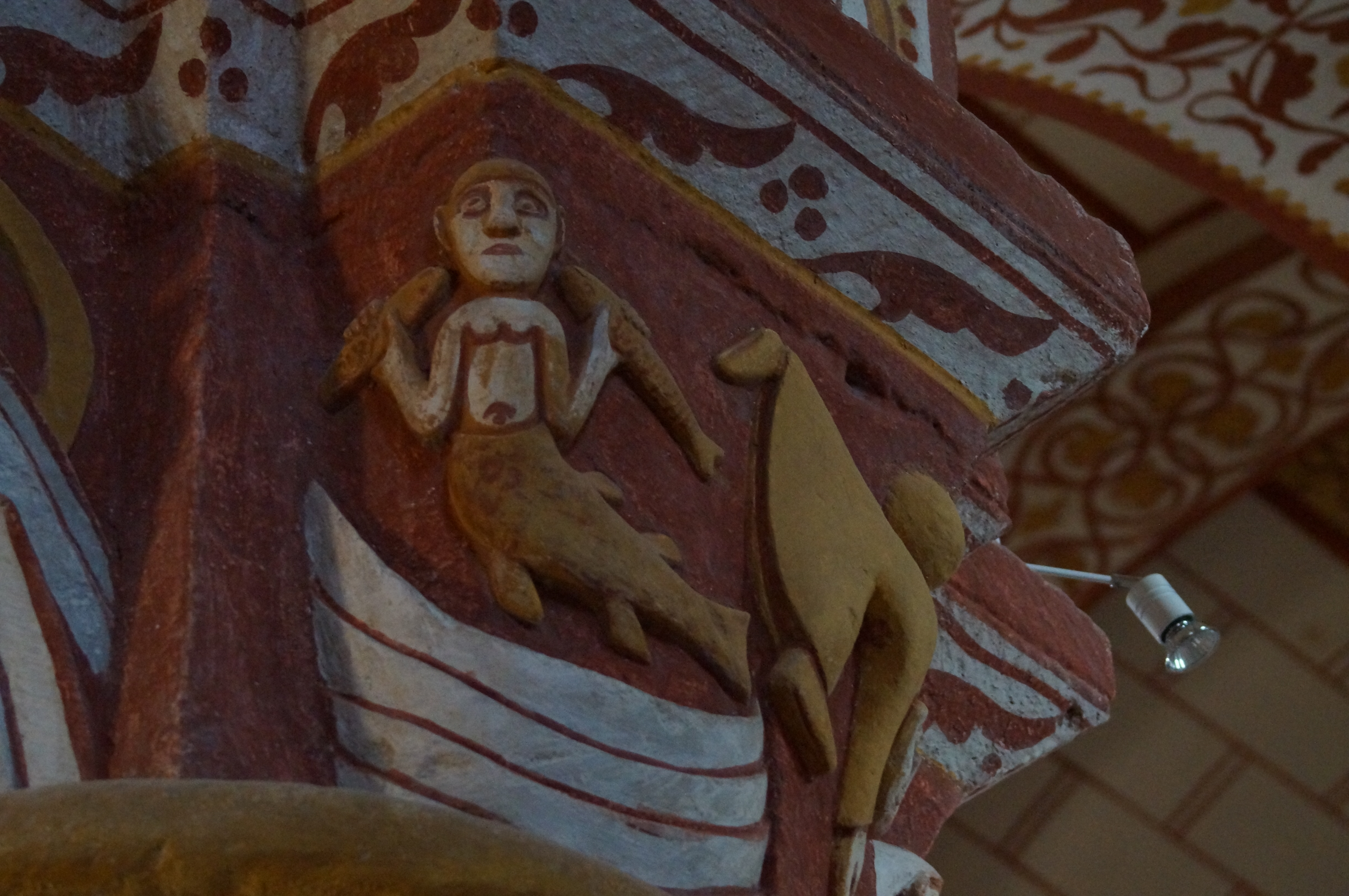
Chapiteau de la Tentation, début du XIIe siècle, Civaux. Il se trouve à côté de la scène représentant un mariage.
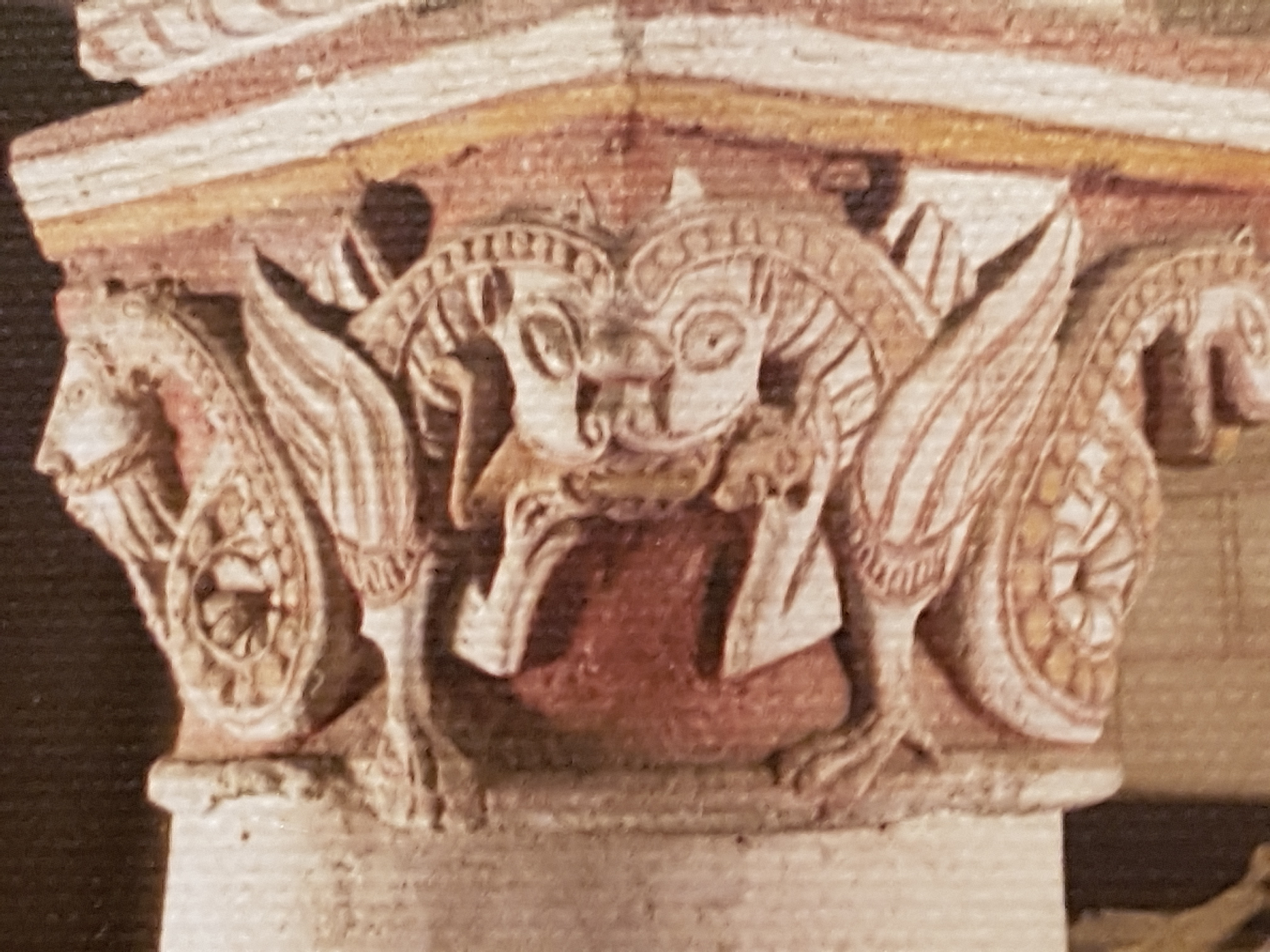
Dragon croquant un damné, XIIe siècle, chapiteau, nef, église de Civaux

### Les peintures

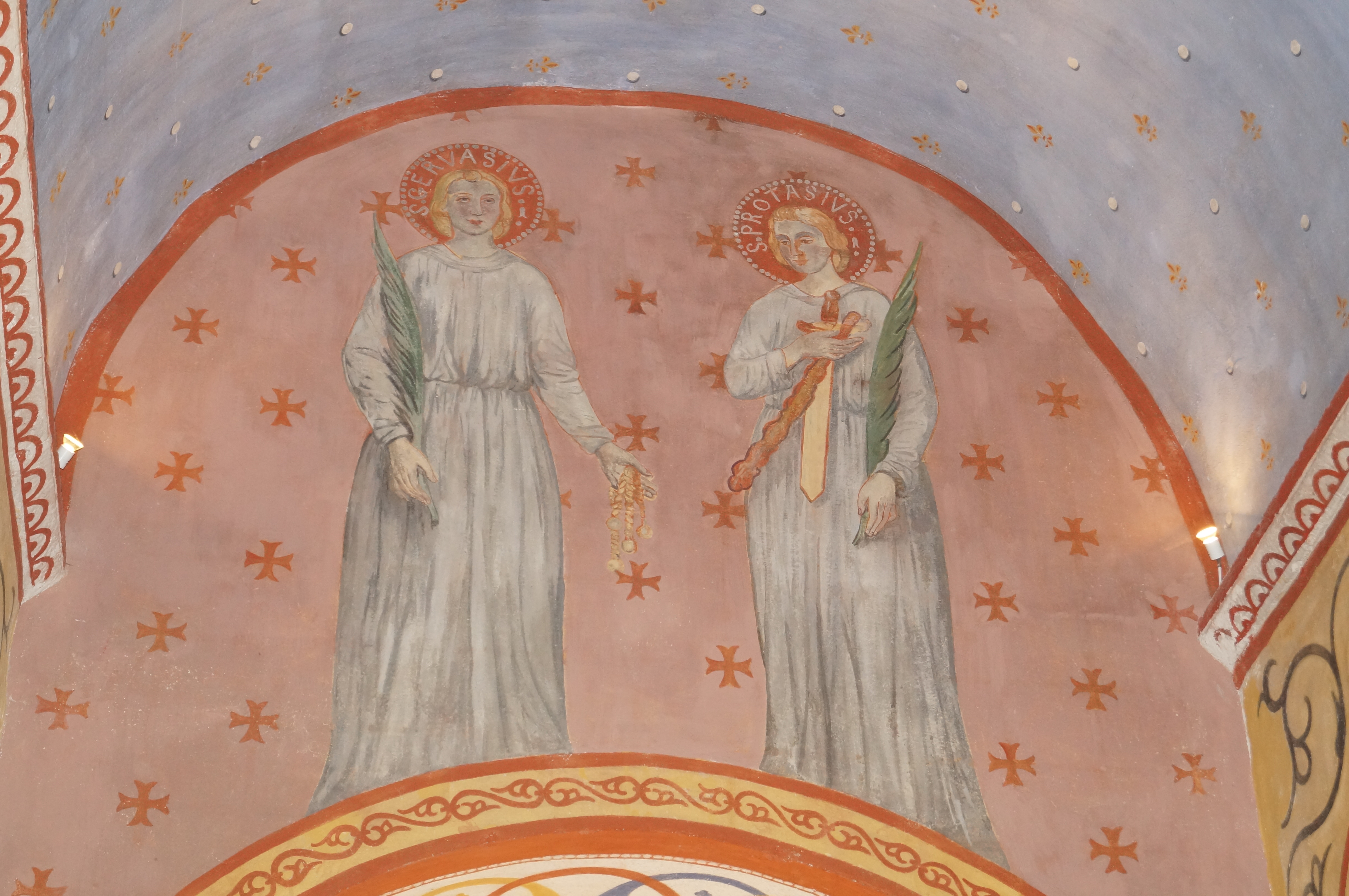
Honoré Hivonnais, Saint Gervais et Saint Protais, 1866, chevet de l'église.

La majorité des décors peints a été réalisée au XIXe siècle. En 1860, le ciel étoilé du chevet est exécuté. En 1861-1863, les décors de la nef, les lignes de joints foncés sont ajoutées, formant en trompe-l’œil un faux appareil. En 1866, Honoré Hivonnais peint les saints Gervais et Protais dans le chœur, dans un style académique. Vêtus d’une longue tunique blanche, à l’antique, ils tiennent les instruments de leur martyre : un fouet lesté de plomb pour Gervais et une épée pour Protais.
En 2011, un saint Christophe est découvert sous un enduit postérieur. Peint sur un pilier donnant sur la nef, il porte sur ses épaules l’enfant Jésus. En dessous, des lambeaux de peintures romanes ont été récemment retrouvés.